# Eric Szmanda

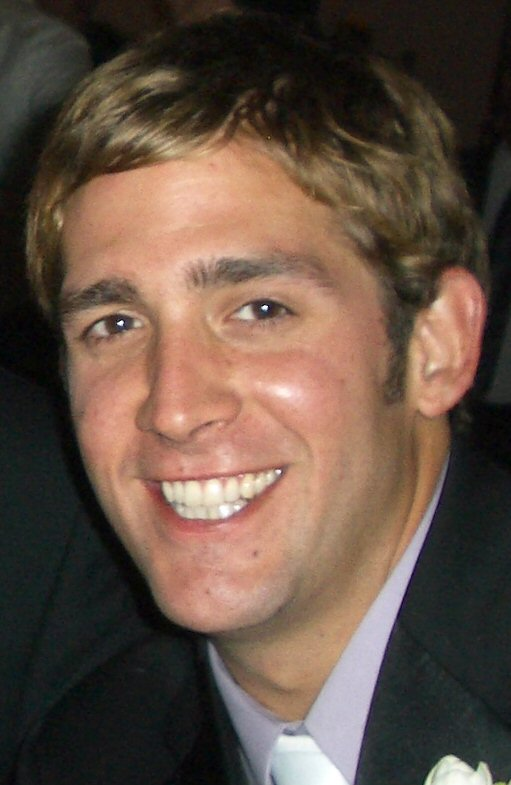
Eric Szmanda

Eric Szmanda, född 24 juli 1975 i Milwaukee, Wisconsin, är en amerikansk skådespelare.
Szmandas familj har polsk härkomst. Under sin gymnasietid spelade Szmanda trummor och medverkade i flera skolpjäser. Vid sin första filminspelning 1999 (Dodge's City) begärde producenten att Szmanda skulle byta sitt efternamn, vilket han dock inte gjorde. Efter att ha fått rollen som Greg Sanders i CSI bodde han tillsammans med kollegan George Eads i ett av CBS gästrum i några månader.  
Szmanda driver produktionsbolaget doop och jobbade som musikkonsult på filmen Life as a House.

## Filmografi (filmer som haft svensk premiär)
- 2002 - The Rules of Attraction - filmelev vid New York University [1]

## Kuriosa
- Eric är god vän med Marilyn Manson och medverkade i hans video ”(s)AINT”.